# Mikun'
Mikun' (in russo Микунь?) è una città di circa 8 000 abitanti situata nella Repubblica dei Komi, in Russia. La città fu fondata nel 1937 e ottenne lo status di città nel 1959. La città ha avuto negli ultimi anni un lieve calo demografico: nel 1989 contava 12 500 abitanti; nel 2002 contava 11 700 abitanti; nel 2005, contava 11 400 abitanti; nel 2024 è scesa a 8 288. La città è situata a 96 chilometri a nord della capitale della Repubblica dei Comi, Syktyvkar.